# Zasip
Zasip – wieś w Słowenii, w gminie Bled. W 2018 roku liczyła 1024 mieszkańców.